# Вторжение на Мартинику (1759)
Вторжение на Мартинику — попытка британского вторжения в январе 1759 года на французский остров Мартиника в рамках Семилетней войны. 
Большой десант под командованием Перегрина Хопсона попытался высадиться на острове. Канонада британского флота оказалась неэффективна против крепости Форт-Роял из-за расположения форта на господствующих высотах, а десант не смог найти подходящее место для высадки. Британцы не знали, что французский губернатор Франсуа де Богарне не получал ресурсов в течение нескольких месяцев, и даже краткая осада привела бы к капитуляции форта. Мур и Хопсон не стали искать возможности атаковать главный торговый порт Мартиники Сен-Пьер. После маломощной морской бомбардировки города 19 января, не причинившей серьёзного ущерба обороне порта, британцы ушли и решили напасть на Гваделупу, ставшую гнездом французских каперов.
Экспедиция против Гваделупы прошла успешно, и в мае 1759 года британцы заняли остров.
В 1762 году британские силы все-таки захватили Мартинику.